# Villa El Tato
Villa El Tato és un nucli de població (fraccionamiento) de l'Uruguai ubicat al sud del departament de Canelones. Es troba sobre el carrer Camino de los Horneros, paral·lel de la ruta 101. Forma part de la zona metropolitana de Montevideo.

## Població
Segons les dades del cens de l'any 2004, Villa El Tato tenia 508 habitants.
| Any  | Població |
| ---- | -------- |
| 1985 | 198      |
| 1996 | 406      |
| 2004 | 508      |
| 2011 | 615      |

Font: Institut Nacional d'Estadística de l'Uruguai